# Драган Росић
Драган Росић (Ужице, 22. септембар 1996) српски је фудбалер који игра на позицији голмана. Тренутно наступа за новосадску Војводину.